# Aplosonyx smaragdipennis
Aplosonyx smaragdipennis es un coleóptero de la familia Chrysomelidae. Fue descrita científicamente por primera vez en 1838 por Chevrolat.